# Дом-музей Ф. М. Достоевского
Дом-музей Ф. М. Достоевского находится в городе Старая Русса Новгородской области на набережной реки Перерытица.

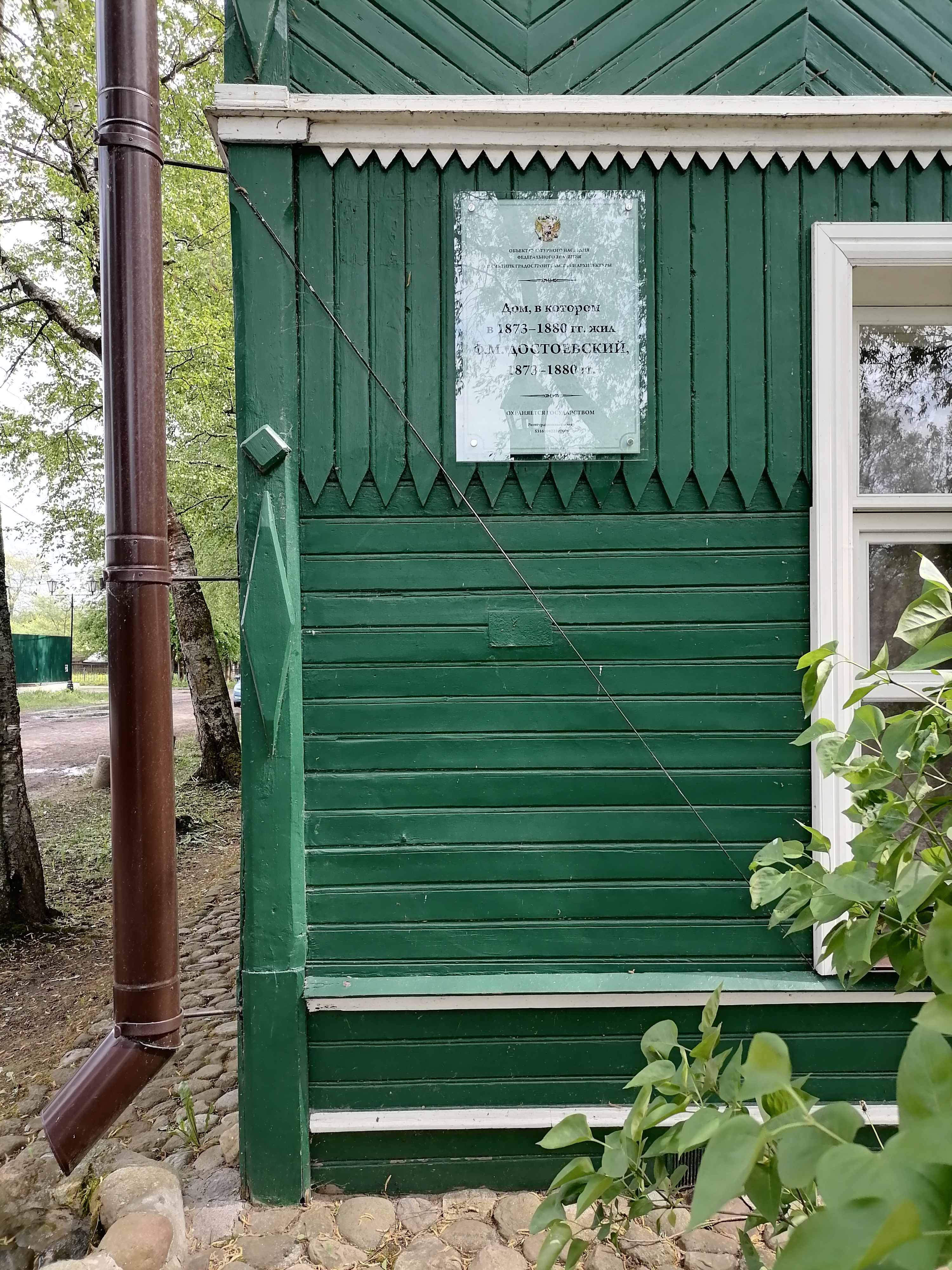
Мемориальная доска дома

Площадь экспозиции — 170 м²; временных выставок — 50 м²; фондохранилищ — 22 м²; парковая зона — 1,3 га. Количество сотрудников — 16, из них 3 научных. Среднее количество посетителей в год — 15000.
В структуре организации имеется также научная библиотека. Наиболее ценные (уникальные) коллекции: подлинные вещи Ф. М. Достоевского; прижизненные издания произведений писателя.

## История
В 1872 году семья Достоевских по совету друзей решила отправиться на лето в Старую Руссу. Они поселились в доме священника Румянцева, а уже в 1873 году Достоевские сняли двухэтажный деревянный дом на набережной Перерытицы. Дом принадлежал отставному подполковнику А. К. Гриббе. Вскоре Гриббе скончался и в мае 1876 года Достоевский выкупил дом с садом у его наследников. Дом стал первой недвижимой собственностью писателя. До этого времени семья Достоевских проживала только на съёмных квартирах.
В этом доме 10 августа 1875 года в их семье родился четвёртый ребёнок — Алексей. Дом стал настоящим семейным гнездом, а сама Старая Русса местом, где писатель получал желанное уединение и тишину вдали от столичной суеты. Здесь были написаны «Бесы», «Подросток», «Братья Карамазовы», и другие произведения.
После смерти Достоевского 28 января 1881 года его супруга Анна Григорьевна продолжала приезжать в Старую Руссу. Последний раз она жила здесь в 1914 году.
Датой основания музея считается 4 мая 1909 года. В 1918 году Старорусский горсовет объявил дом «неприкосновенным историко-литературным памятником». Дом был передан в «полное и безвозмездное пользование» Старорусскому отделу Народного образования. Дом Достоевских уцелел, пережив революцию и Гражданскую войну. В 1931 году на нём была установлена памятная доска.
Старая Русса была практически полностью уничтожена во время Великой Отечественной войны. Дом Достоевских — один из немногих, чудом уцелевших. Однако послевоенное состояние его было крайне плачевным. Тем не менее дом был сохранён и к 1961 году отреставрирован. В этом есть немалая заслуга рушанина Владислава Михайловича Глинки — писателя, сотрудника Института русской литературы АН СССР. По инициативе и при живейшем участии жителя Старой Руссы Г. И. Смирнова (1921—1983) в 1969 году, к 150-летию со дня рождения писателя, была открыта экспозиция, которая и стала основой музея.
4 мая 1981 года дом Достоевских во всём своём объёме стал домом-музеем писателя и открылся для посещения. На втором этаже дома в шести комнатах, в которых проживала семья, по воспоминаниям жены, дочери писателя, а также людей их посещавших, была полностью восстановлена обстановка, окружавшая Достоевских, представлены подлинные вещи писателя и членов его семьи, фотографии, документы, прижизненные издания его произведений, мебель того времени.
На первом этаже дома располагаются служебные помещения. Нижняя гостиная используется для проведения выставок, литературных и музыкальных вечеров. Крупные мероприятия, в том числе международного уровня, например, Старорусские чтения «Достоевский и современность», в последние годы устраиваются в Научно-культурном центре Дома-музея Ф. М. Достоевского, который находится недалеко от дома писателя.
Дом-музей входит в состав Новгородского государственного объединённого музея-заповедника (НГОМЗ) и круглогодично открыт для посещения.

## Галерея

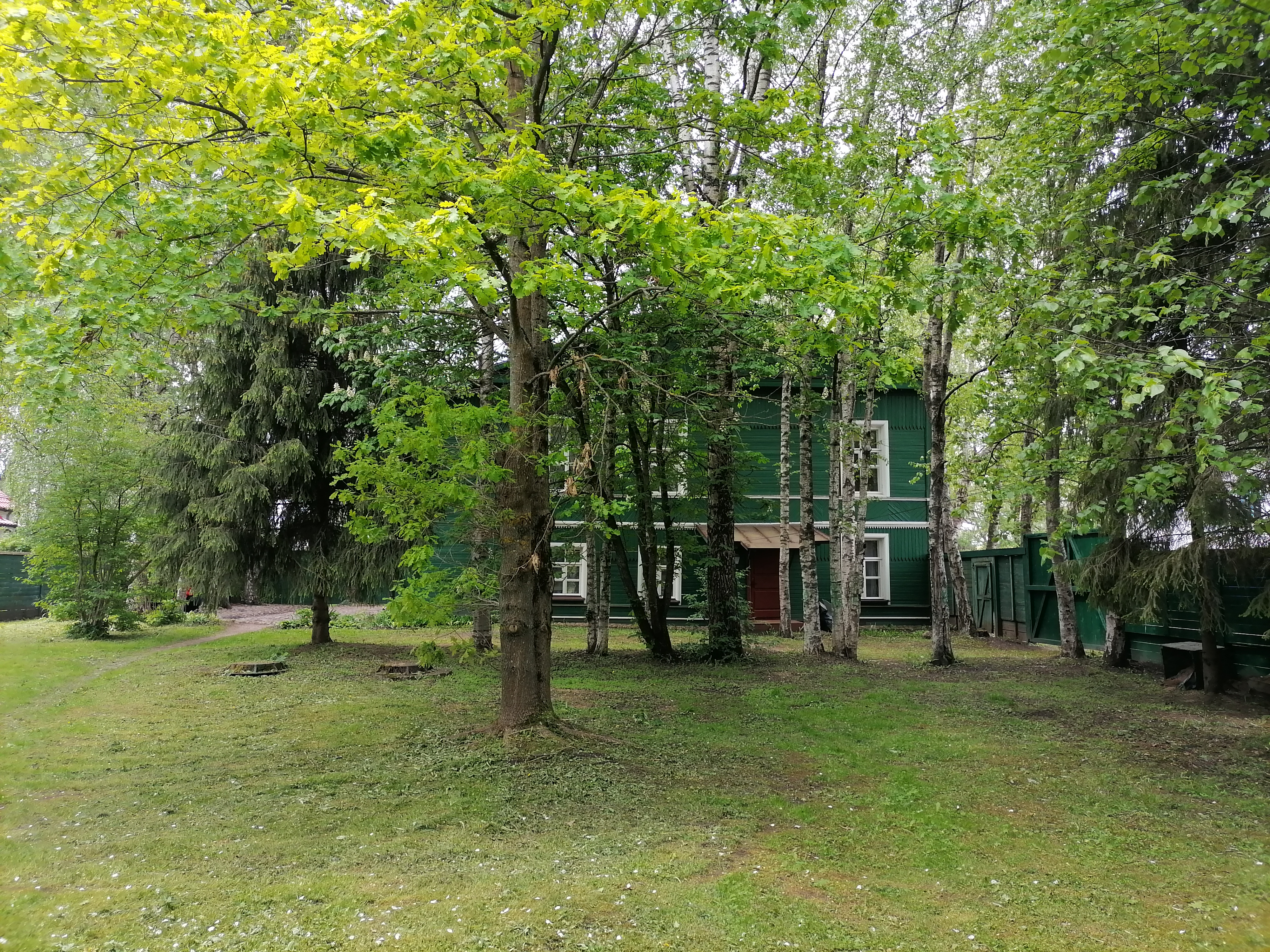
Вид дома со стороны сада
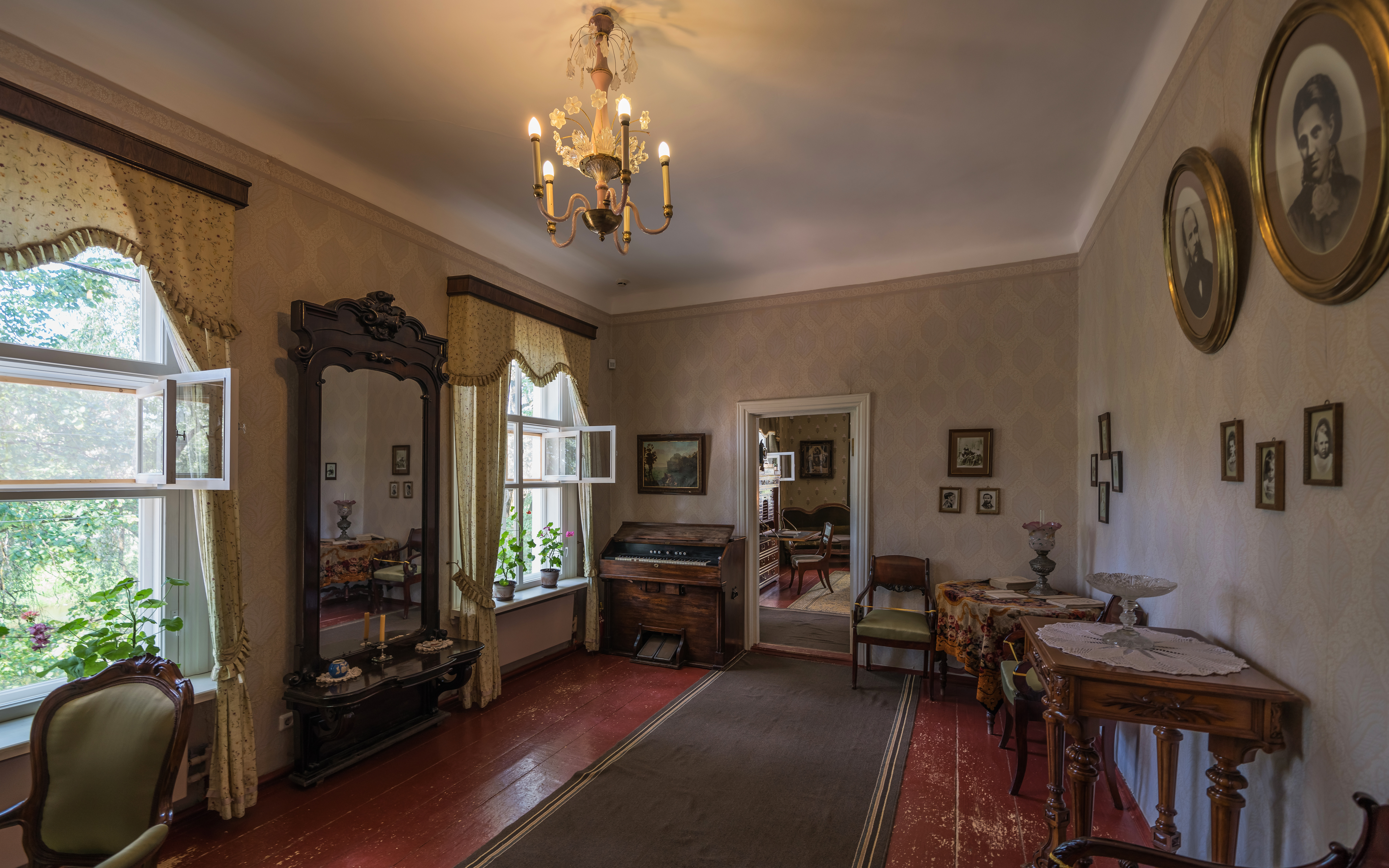
Гостиная
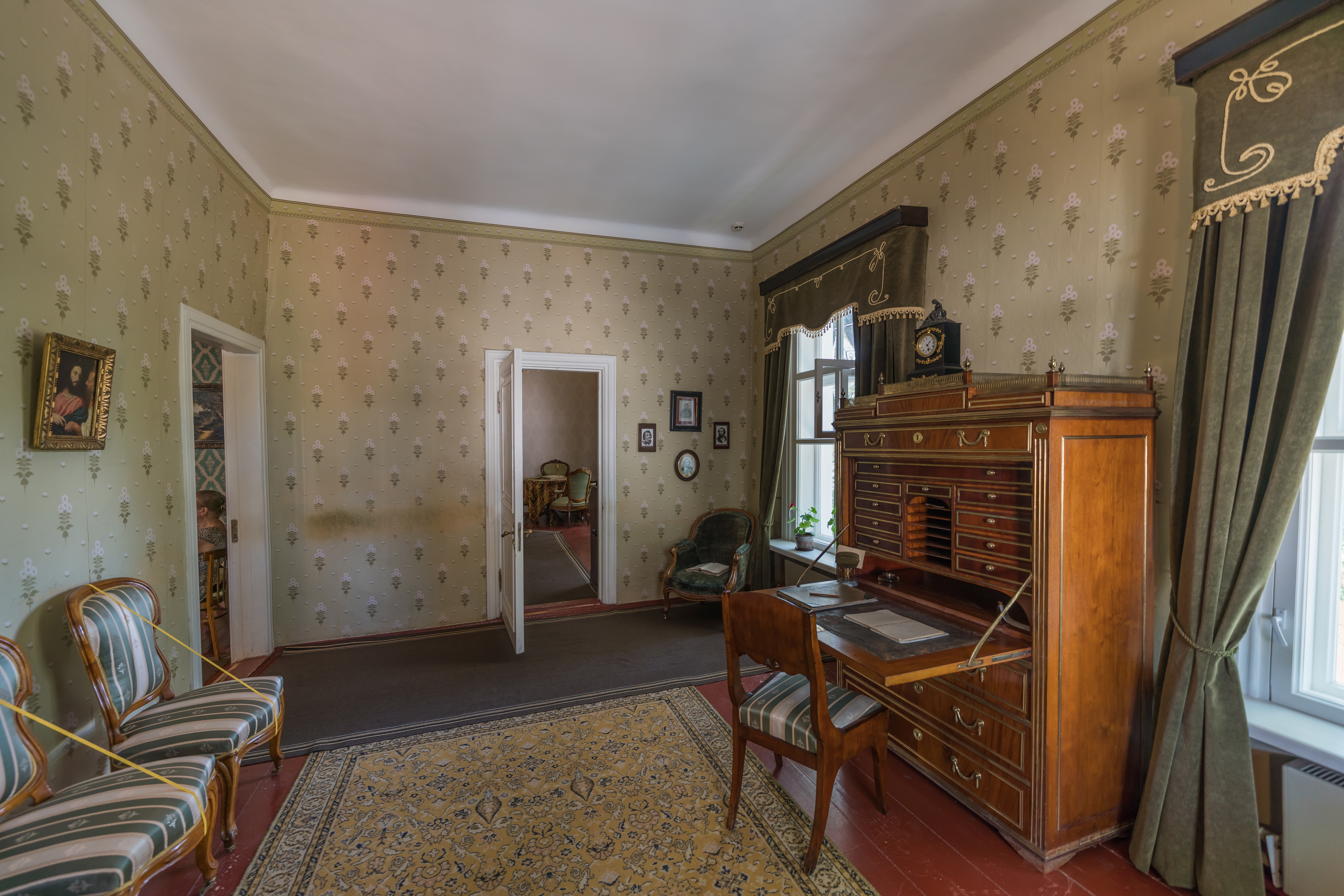
Рабочий кабинет Достоевского с секретером
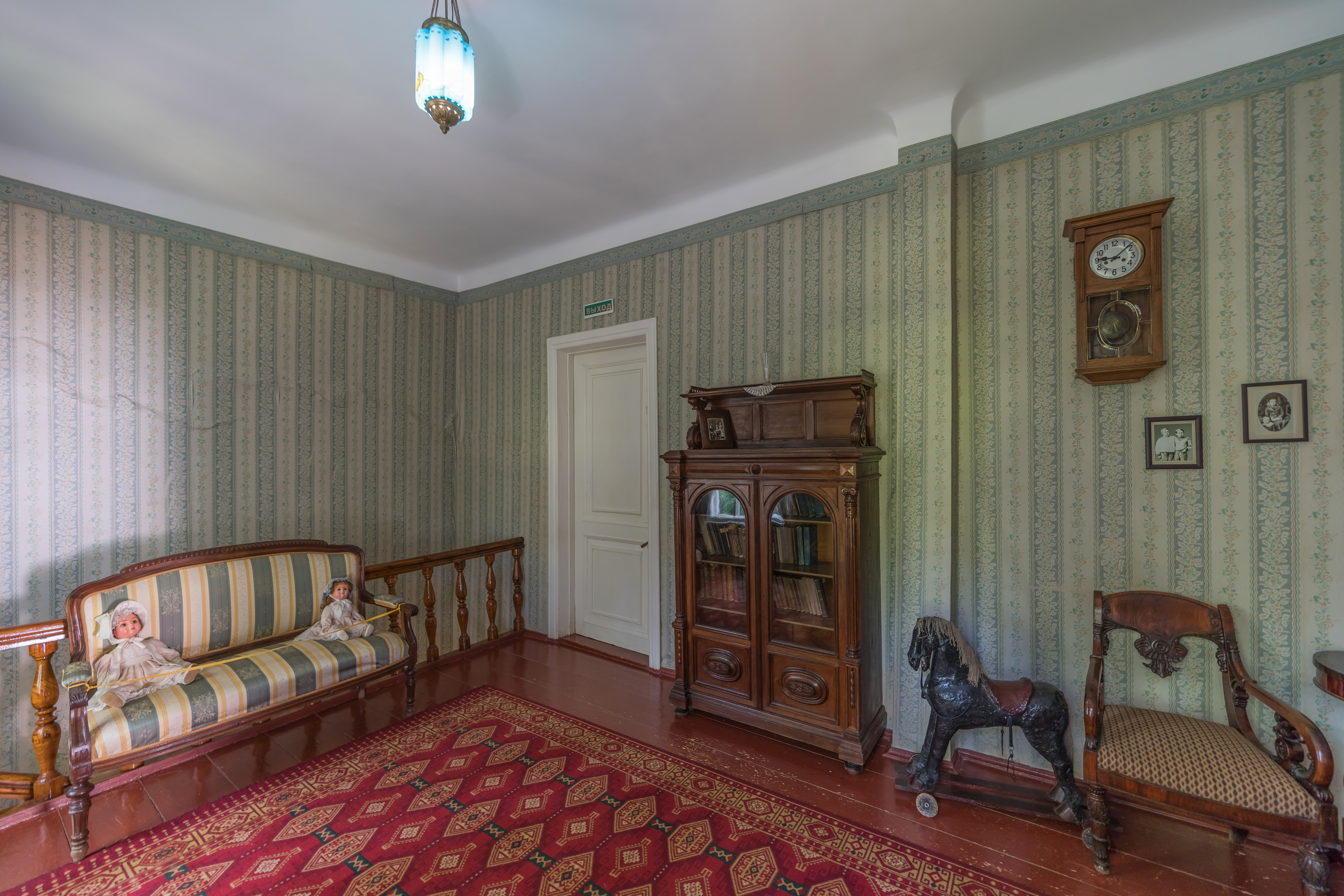
Детская комната

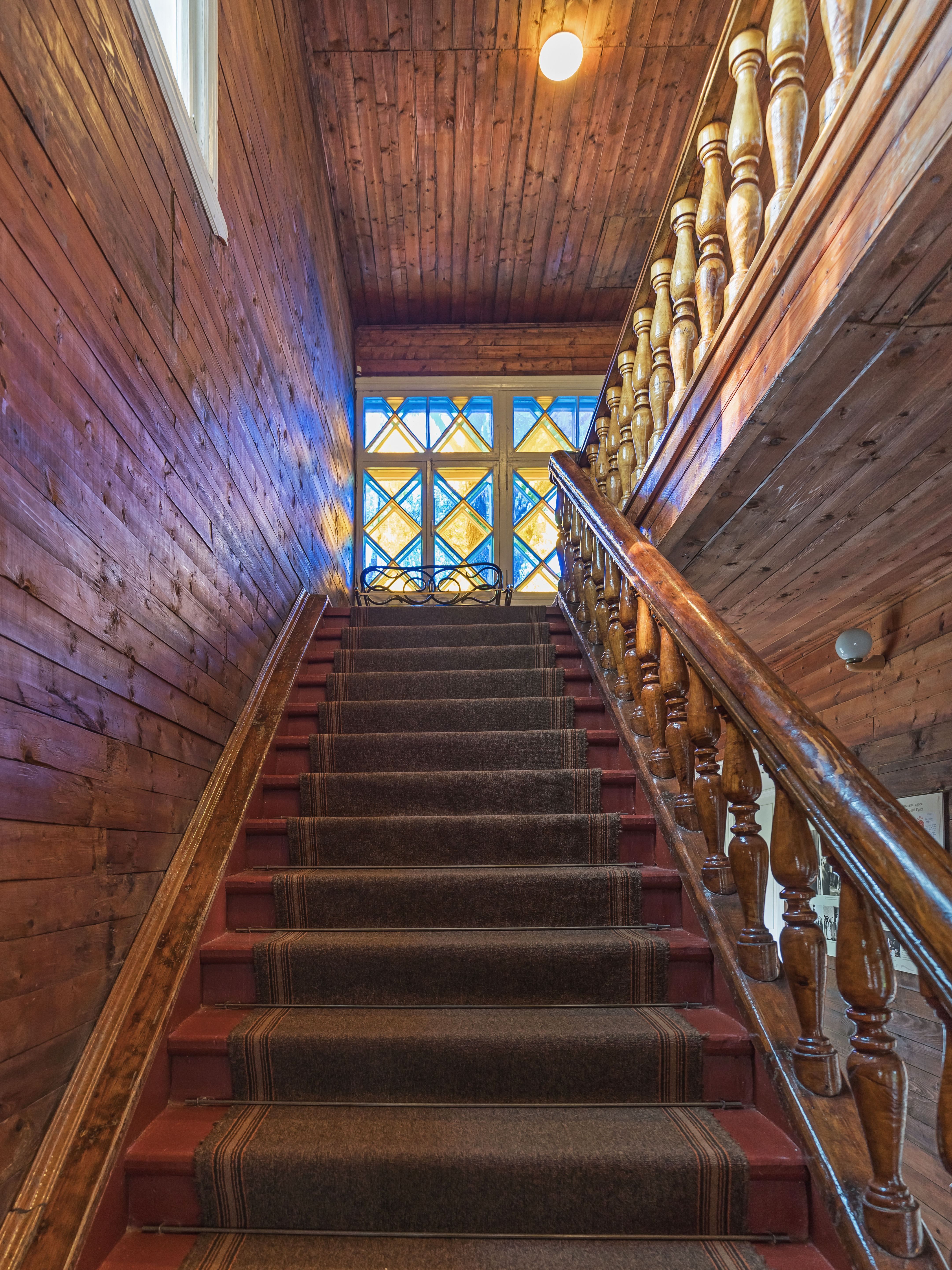
Лестница и витражное окно
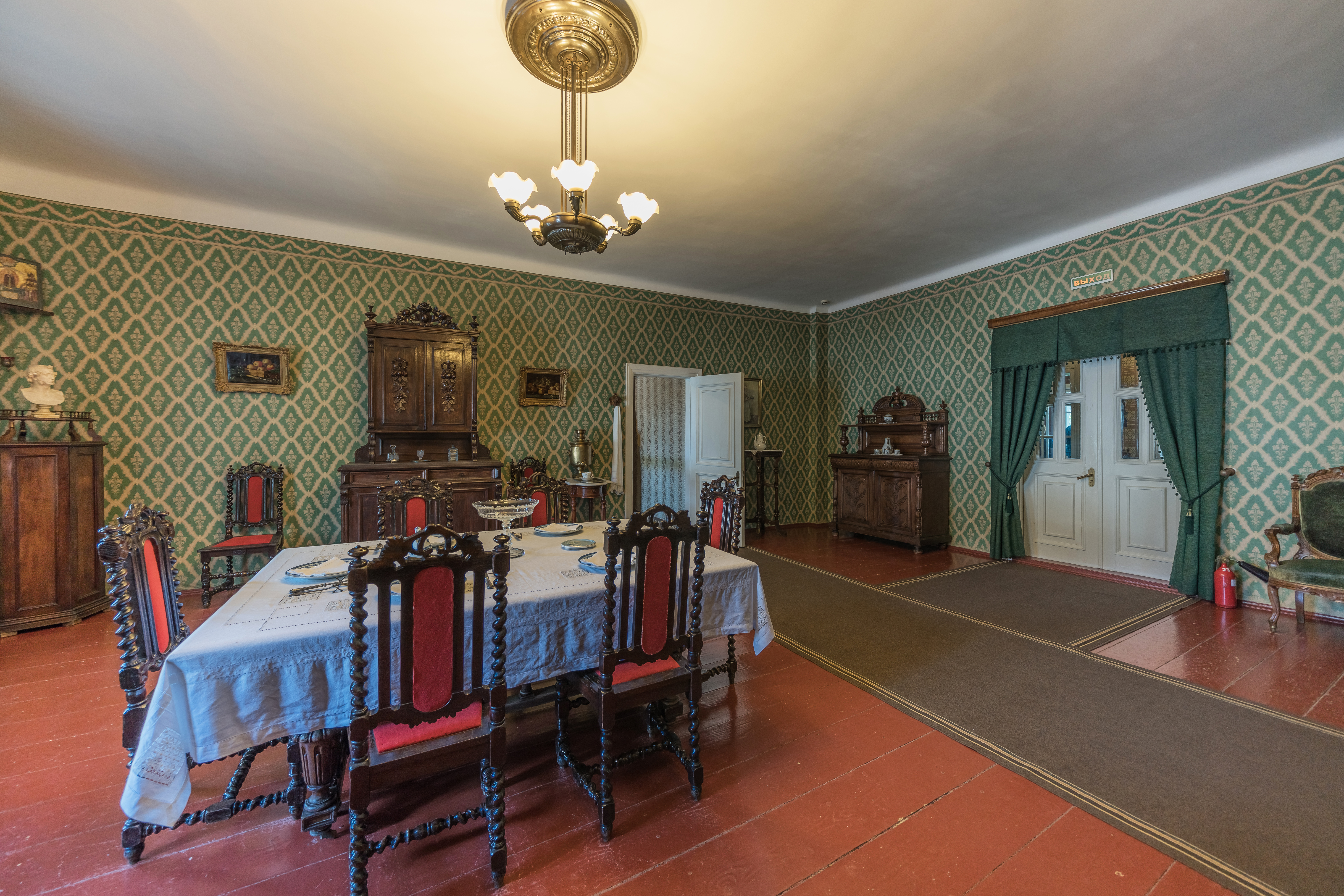
Столовая

## Экспозиция
В шести комнатах второго этажа дома воссоздана обстановка, которая окружала великого писателя и его семью.
Экспозиция знакомит посетителей музея с мебелью того времени, подлинными документами и фотографиями, прижизненными изданиями произведений Достоевского, со знаменитой «Пушкинской речью», с которой писатель выступил на открытии памятника Пушкину в 1880 году в Москве.
В коллекции есть подлинные вещи, принадлежавшие Достоевскому и его семье, а впоследствии переданные в дар музею его родственниками: цилиндр, лайковая перчатка, рецепт и аптечный пузырек, ковровая скатерть, старые газеты того времени.
На стенах кабинета — копии с любимых картин Рафаэля, Тициана, Гольбейна-младшего; портреты Бальзака, Пушкина, Шекспира, Диккенса. Над рабочим столом Достоевского размещены фотографии самых близких людей: супруги, детей и его родителей.
В столовой, где проходили семейные трапезы, на столе, накрытом на 6 персон, стоит подлинный столовый сервиз из фарфора и столовое серебро, которыми пользовались в семье Достоевских.
Среди мемориальных экспонатов — кирпич из кладки гауптвахты Омского острога XVIII века, куда неоднократно заключался Достоевский во время пребывания на каторге.
Основные экскурсии:
- Старорусский период жизни и творчества Ф. М. Достоевского
- Литературные места романа «Братья Карамазовы»
- Дорога к храму (Достоевский и православие)